# 光叶火筒树
光叶火筒树（学名：Leea glabra）为葡萄科火筒树属下的一个种。

## 扩展阅读
- 維基物種上的相關：光叶火筒树